# James Wiseman (basket-ball)
Pour les articles homonymes, voir Wiseman.
James Monteinez Wiseman, né le 31 mars 2001 à Nashville dans le Tennessee, est un joueur américain de basket-ball évoluant au poste de pivot et mesurant 2,11 m.

## Biographie

### Carrière junior

#### Au lycée
Entré dans sa première saison pour l’école Ensworth à Nashville, Tennessee, il mesurait 2,06 m et pesait 91 kg. Il était coéquipier avec le futur joueur de la NBA Jordan Bone. En juin 2016, ESPN classe Wiseman parmi ses 25 meilleurs joueurs de la classe de recrutement 2019. En 2016, il joue pour l’équipe des Eagles de Saint Louis en Amateur Athletic Union,. En tant qu'étudiant de deuxième année en 2016-2017, il aide Ensworth à atteindre les demi-finales de la division II-AA de la Tennessee Secondary School Athletic Association (TSSAA). Il obtient des moyennes d’environ 20 points et six rebonds par match et est nommé MaxPreps Sophomore All-American honorable mention.
En mai 2017, Wiseman rejoint l’équipe Penny, fondée par l’ancien joueur de la NBA Penny Hardaway, sur le circuit de la Nike Elite Youth Basketball League (EYBL). En août, il annonce son transfert au lycée Memphis East de Memphis, Tennessee, où Hardaway est entraîneur en chef. Le 16 novembre 2017, la TSSAA statue que Wiseman n’était pas éligible lors de sa saison junior parce qu’il existait un « lien sportif entre lui et Hardaway ». Toutefois, le 13 décembre, il est à jouer parce que la règle de la TSSAA n’était pas claire dans son application. Au cours de la saison, Wiseman devient la recrue numéro un dans le classement ESPN en 2019. Le 17 mars 2018, il mène Memphis East à un titre au championnat de classe AAA de la TSSAA. Il obtient en moyenne 18,5 points, 8,2 rebonds et 2,8 contres par match, ce qui lui vaut une sélection dans la troisième équipe Junior All-American de MaxPreps.
Entrant dans sa saison de terminale, Wiseman reste à Memphis East au lieu de partir pour une école préparatoire, citant « la tradition East High » et les améliorations qu’il a apportées en tant que junior avec le programme. Le 1er mars 2019, il réalise un triple-double avec 27 points, 20 rebonds et 10 contre dans pour aider son équipe à remporter le championnat de la région 8AAA. Memphis East termine deuxième du TSSAA Class AAA face au lycée Bearden, même si Wiseman inscrit 24 points, prend 11 rebonds et fait cinq contre dans son dernier match de l’école secondaire. Avec des moyennes de 25,8 points, 14,8 rebonds et 5,5 contres en tant que joueur senior, il est nommé Joueur national de l’année Gatorade et Joueur national de l’année Morgan Wootten,. Wiseman remporte également le trophée de Mr. Basketball Tennessee pour la Class AAA et participe au McDonald’s All-American Game, au Jordan Brand Classic et au Nike Hoop Summit,. Il partage avec Cole Anthony le titre de MVP de la Jordan Brand Classic.

#### Carrière universitaire
Wiseman rejoint les Tigers de Memphis, l'équipe universitaire de l'université de Memphis. L'équipe est entraînée par Penny Hardaway. En août 2019, une blessure mineure à l’épaule l'empêche de jouer avec les Tigers pour une série de matchs de pré-saison à Nassau, aux Bahamas. Il manque les deux matchs préparatoires de son équipe en octobre après avoir subi une blessure à la cheville. Le 5 novembre, Wiseman fait ses débuts en saison régulière avec 28 points, 11 rebonds et trois contres en 22 minutes alors que les Tigers battent les Bulldogs de South Carolina State, 97-64.
Il joue une saison avec les Tigers. Il est suspendu 12 matches pour avoir reçu, en 2017, alors qu'il était lycéen, 11 500 dollars de son entraîneur Penny Hardaway alors que les lycéens sont amateurs,,.
Le 19 décembre 2019, après avoir raté sept matchs en raison d’une suspension (la suspension a été allégée), Wiseman annonce qu'il quitte Memphis à la fin de la saison, va embaucher un agent et s'inscrire à la draft 2020 de la NBA. Il est classé parmi les premiers choix de la draft,.

### Carrière professionnelle
James Wiseman est drafté en 2e position lors de la draft 2020 de la NBA par les Warriors de Golden State.

#### Warriors de Golden State (2020-2023)
Le 22 décembre 2020, il fait ses débuts en NBA avec 19 points, six rebonds et deux interceptions lors de la défaite de 125-99 contre les Nets de Brooklyn,. Le 27 janvier 2021, Wiseman marque 25 points, son record de la saison, et prend six rebonds, dans une victoire de 123-111 contre les Timberwolves du Minnesota. Il se blesse au ménisque du genou droit en avril 2021 et manque la fin de la saison ainsi que l'intégralité de la saison 2021-2022.
Le 9 mars 2022, Wiseman est affecté aux Warriors de Santa Cruz, l’équipe affiliée de la NBA G League de Golden State, pour jouer des matches avant de revenir à la NBA. Le 16 mars, il est rappelé par Golden State, mais est de nouveau affecté à Santa Cruz le lendemain. Cependant, le 19 mars, la remise en forme de Wiseman se passe mal et les Warriors décident de ne plus le faire jouer de la saison,. Bien qu’il ait été blessé pendant la saison, Wiseman remporte un championnat de la NBA avec les Warriors lorsqu’ils battent les Celtics de Boston en six matchs.
Le 10 juillet 2022, Wiseman fait son retour de blessure pour la NBA Summer League 2022, inscrivant 11 points, faisant deux rebonds et deux contres dans une victoire 86-85 contre les Spurs de San Antonio. Le 21 décembre, Wiseman inscrit 30 points dans une défaite de 143 à 113 contre les Nets de Brooklyn. Le 30 décembre 2022, Wiseman se foule la cheville lors d’un entraînement de 3 contre 3 et manque les matches suivants pour Golden State.

#### Pistons de Détroit (2023-2024)
Le jour de la fermeture du marché des transferts, James Wiseman est transféré en direction des Pistons de Détroit dans un échange en triangle impliquant les Warriors, les Pistons et les Hawks. Il a fait ses débuts aux Pistons le 15 février, enregistrant 11 points et cinq rebonds dans une défaite de 127–109 contre les Celtics de Boston.
Il participe à la NBA Summer League 2023 avec les Pistons.

#### Pacers de l'Indiana (depuis 2024)
Agent libre à l'été 2024, il signe avec les Pacers de l'Indiana pour deux saisons. Toutefois, en octobre, dès le premier match de la saison régulière, Wiseman se rompt le tendon d'Achille du pied gauche.
En février 2025, il est transféré aux Raptors de Toronto puis coupé dans la foulée.
En juillet 2025, il se réengage avec les Pacers en tant qu'agent libre.

## Palmarès

### Universitaire
- Morgan Wootten National Player of the Year (2019)
- Gatorade National Player of the Year (2019)
- McDonald's All-American (2019)
- Jordan Brand Classic (2019)
- Nike Hoop Summit (2019)
- Tennessee Mr. Basketball (2019)

### Professionnelles
- Champion NBA en 2022 avec les Golden State Warriors .

## Statistiques

### Universitaires
Les statistiques de James Wiseman en matchs universitaires sont les suivantes :
| Saison    | Équipe   | Matchs | Titul. | Min./m | % Tir | % 3pts | % LF | Rbds/m. | Pass/m. | Int/m. | Ctr/m. | Pts/m. |
| --------- | -------- | ------ | ------ | ------ | ----- | ------ | ---- | ------- | ------- | ------ | ------ | ------ |
| 2019-2020 | Memphis  | 3      | 3      | 23,0   | 76,9  | 0,0    | 70,4 | 10,67   | 0,33    | 0,33   | 3,00   | 19,67  |
| Carrière  | Carrière | 3      | 3      | 23,0   | 76,9  | 0,0    | 70,4 | 10,67   | 0,33    | 0,33   | 3,00   | 19,67  |

### Professionnelles

#### Saison régulière
| Saison    | Équipe       | Matchs | Titul. | Min./m | % Tir | % 3pts | % LF | Rbds/m. | Pass/m. | Int/m. | Ctr/m. | Pts/m. |
| --------- | ------------ | ------ | ------ | ------ | ----- | ------ | ---- | ------- | ------- | ------ | ------ | ------ |
| 2020-2021 | Golden State | 39     | 27     | 21,4   | 51,9  | 31,6   | 62,8 | 5,79    | 0,67    | 0,28   | 0,92   | 11,49  |
| 2022-2023 | Golden State | 21     | 0      | 12,5   | 62,8  | 50,0   | 68,4 | 3,48    | 0,67    | 0,14   | 0,33   | 6,90   |
| 2022-2023 | Détroit      | 24     | 22     | 25,2   | 53,1  | 16,7   | 71,2 | 8,08    | 0,67    | 0,17   | 0,83   | 12,71  |
| 2023-2024 | Détroit      | 63     | 6      | 17,3   | 61,3  | 0,0    | 70,6 | 5,33    | 0,86    | 0,19   | 0,62   | 7,08   |
| Carrière  | Carrière     | 147    | 55     | 19,0   | 56,0  | 26,7   | 68,1 | 5,64    | 0,75    | 0,20   | 0,69   | 9,14   |

## Records sur une rencontre en NBA
Les records personnels de James Wiseman en NBA sont les suivants, :
| Type de statistique        | Saison régulière | Saison régulière            | Saison régulière |
| Type de statistique        | Record           | Adversaire                  | Date             |
| -------------------------- | ---------------- | --------------------------- | ---------------- |
| Points                     | 30               | @ Nets de Brooklyn          | 21 décembre 2022 |
| Paniers marqués            | 12               | @ Nets de Brooklyn          | 21 décembre 2022 |
| Paniers tentés             | 17               | @ Spurs de San Antonio      | 14 avril 2024    |
| Paniers à 3 points réussis | 3                | 2 fois                      | 2 fois           |
| Paniers à 3 points tentés  | 4                | @ Bucks de Milwaukee        | 25 décembre 2020 |
| Lancers francs réussis     | 7                | @ Timberwolves du Minnesota | 27 mars 2024     |
| Lancers francs tentés      | 8                | 4 fois                      | 4 fois           |
| Rebonds offensifs          | 6                | 2 fois                      | 2 fois           |
| Rebonds défensifs          | 11               | @ Spurs de San Antonio      | 14 avril 2024    |
| Rebonds totaux             | 17               | @ Spurs de San Antonio      | 14 avril 2024    |
| Passes décisives           | 5                | @ Bucks de Milwaukee        | 16 décembre 2023 |
| Interceptions              | 2                | @ Nets de Brooklyn          | 22 décembre 2020 |
| Contres                    | 4                | Bulls de Chicago            | 29 mars 2021     |
| Balles perdues             | 5                | 3 fois                      | 3 fois           |
| Minutes jouées             | 40               | @ Spurs de San Antonio      | 14 avril 2024    |

- Double-double : 17
- Triple-double : 0

Dernière mise à jour : 14 avril 2024